# Guarda Civil Municipal de Cachoeiras de Macacu
A Guarda Civil Municipal tem a função de manter a ordem pública, zelar pelos bens e serviços municipais, além de ser responsável por controlar e fiscalizar o trânsito e proteger o patrimônio histórico, cultural e ambiental no município de Cachoeiras de Macacu. Subordinada a Secretaria Municipal de Ordem Pública e Trânsito, a Guarda atua em toda a extensão do município para garantir ao cidadão a proteção dos direitos fundamentais, o exercício da cidadania e das liberdades individuais.
Criada em 1989, pela lei N°395, de 4 de Abril de 1989, possui um efetivo de aproximadamente 30 homens e mulheres, e comporta em sua estrutura a ronda escolar, patrulha ambiental e o departamento de trânsito, além do órgão de fiscalização de posturas.